# Reto-Moto
Reto-Moto es una empresa desarrolladora de videojuegos con sede en Copenhague (Dinamarca).

## Historia
Zyrinx fue una empresa desarrolladora de videojuegos fundada en 1992 en Copenhague. Estaba compuesta exclusivamente por personal que estuvo activo en la demoscene Amiga a finales de los años 1980 y 1990, incluyendo al compositor Jesper Kyd.
El primer juego desarrollado por Zyrinx fue Subterrania para la Sega Mega Drive. Durante el desarrollo el equipo se trasladó a Boston. Más tarde desarrollaron los juegos de Red Zone y Scorcher. La tecnología 3D de la compañía se exhibió en un video promocional de Sega 32X. La compañía se disolvió en 1998 porque su distribuidor Scavenger cayó en bancarrota.
Ese mismo año, el equipo que formaba Zyrinx se refundó con el nombre de Reto-Moto y crearon IO Interactive y la serie de juegos Hitman. El nombre de Reto-Moto es una referencia al juego de Kane y Lynch: Hombres Muertos, donde el jugador en algún momento del juego debe atacar la torre Retomoto. En abril de 2008 el equipo de Reto-Moto anunció que ellos iban a refundar la compañía y que se iban a centrar solo en juegos multijugador.
En septiembre de 2010, Reto-Moto lanzó su página web de su nuevo juego Heroes & Generals.